# Meat City
"Meat City" es una canción escrita por John Lennon incluida en su cuarto  álbum de estudio en solitario, Mind Games (1973). Supone la pista 12 y última (pista 6 de la cara B del LP original) de dicho disco.
La canción es también la cara B del sencillo "Mind Games" (único extraído del álbum). Posteriormente, fue incluida  en el álbum  recopilatorio de 2010, Gimme Some Truth.

## Letra y música
Lennon comenzó a escribir "Meat City" poco después de que se trasladó definitivamente  a Nueva York en 1971. La canción comenzó como el boogie titulado "Shoeshine", pero a fines de ese mismo año se comenzó a tomar su forma final, aunque con letras improvisadas. A finales de 1972, Lennon había vuelto a escribir las letras y terminó el desarrollo de la melodía.
Los escritores Ben Urish y Bielen Ken sugieren que "Meat City" "no tiene un significado profundo, pero demuestra que Lennon podría todavía haber diseñado una melodía perfectamente bien hecha si quería". La primera parte de la canción refleja la emoción de Lennon sobre la vitalidad de Nueva York, Estados Unidos, y Rock 'n' roll, a pesar de ser rechazado por algunos de la locura de la ciudad. El crítico musical Johnny Rogan interpreta algunas de las letras como una parodia de charla jive, así como en el consumismo estadounidense. A modo de ejemplo, da las líneas:
Freak City
Chickensuckin mothertrucking Meat City shookdown EE.UU.
Pig Meat City
La segunda parte de la canción refleja la opinión de Lennon de China, que a Lennon fue "la próxima frontera" del rock 'n' roll, y posiblemente la oportunidad de usar la música rock como un medio de liberación, tal como Lennon discuten en el presupuesto de 1972:
Voy a ir allí. Voy a aprovechar la oportunidad para tratar de ver a Mao. Si está enfermo o muerto o se niega a verme, muy mal. Pero si voy allí Quiero conocer gente que está haciendo algo importante. Quiero llevar una banda de rock a China. Eso es realmente lo que quiero hacer. Para tocar rock en China. Todavía tienen que ver eso.
Lennon utilizó algunas de las grabaciones técnicas de sus días con The Beatles en la canción. En la versión del álbum de la canción, después del primer estribillo de "Just gotta get me some rock and roll" hay un "chirrido" vocal que cuando se reproduce hacia atrás ha sido descifrado como "Jodete un cerdo". En la versión del sencillo lanzado en los EE. UU. y el Reino Unido, un mensaje alternativo al revés dice "comprobar el álbum".
La canción comienza con Lennon gritando "Well!" en el estilo rockabilly. Sin embargo, el estilo rockabilly no es continuo. Por el contrario, la canción es impulsado por un riff descrita por los autores Urish Ben y Ken Bielen como "agresivo" y "funky". Los autores Madinger y Mark Easter describe la canción como "una cacofonía absoluta del sonido", lo que sugiere que se trata de un contraste de bienvenida a la "suave" el tono de la mayoría de Mind Games.
Lennon desarrolló el riff para su posterior papel decisivo "Walls and Bridges" por jugar con las variaciones en la música de esta canción y "Tight A$".

## Recepción de la crítica
De acuerdo a la periodista Paul du Noyer, "Meat City" es una canción "satisfactoria" complemento al lado A del sencillo "Mind Games". Mientras que "Mind Games" es "etéreo y contemplativa", "Meat City" es "terrenal y física". El autor John Blaney ve evidencia de la dualidad dentro de "Meat City" en sí. Según Blaney, "Meat City" muestra Lennon emocionado y preocupado por el "abandono de rock razón que podría obtener de su audiencia". Aunque Lennon a prueba los límites de la convención, tales como el sexo y las drogas, estaba preocupado por "abandono total a hedonismo". El crítico musical Johnny Rogan llama la canción "una broma mordaz y balanceo gracias a Dios." PopMatters describe el riff como uno de los peores de Lennon.
El crítico de Allmusic Stephen Thomas Erlewine considera a "Meat City" como "una forzada y torpe canción". Los periodistas Roy Carr y Tony Tyler no consideran la canción muy buena, pero sugieren que es "rescatable" por su "incomparables guitarras al unísono y batir de jived-up ".

## Personal
Los músicos que realizaron en la grabación original fueron los siguientes:
- John Lennon  - voz, guitarra acústica
- David Spinozza  - guitarra
- Ken Ascher  - teclados
- Gordon Edwards  - bajo eléctrico
- Jim Keltner  - batería
- Rick Marotta  - Percusión